# Kozán Imre
Kozán Imre (Csíkzsögöd, 1897. szeptember 23. — Csíkszereda, 1984. november 20.) agrármérnök, mezőgazdasági szakíró.

## Életútja
Középiskolát a csíkszeredai Római Katolikus Főgimnáziumban végzett; az első világháborúban a frontra került, ahol a költő Erdélyi József volt katonatársa. A kolozsvári Gazdasági Akadémián okleveles gazda képesítést szerzett (1919), ennek 60. évfordulóján a Gödöllői Agrártudományi Egyetemtől gyémántdiplomát kapott (1979).
Életpályája során volt magántisztviselő (1919-24), járási és vármegyei gazdasági felügyelő (1924-47), EMGE-kirendeltségi vezető (1947-49), gazdasági iskolai tanár (1956-68), majd nyugdíjaztatása után a Hargita megyei Agronómusház igazgatója s a csíkszeredai Népi Együttes tiszteletbeli igazgatója. Számos mezőgazdasági szakelőadást tartott, gazdatanfolyamokat szervezett, jelentős szerepet vállalt az ugarrendszer felszámolásában és komoly érdemeket szerzett a legelők feljavításában, a legelőgazdálkodás fellendítésében.
Első írása 1921-ben a Csíki Lapokban jelent meg. Ezt közel 1000 cikk követte ugyanebben a lapban s a Székely Nép, Csíki Néplap, Gyergyói Lapok, Erdélyi Gazda, Magyar Lapok, Falvak Népe, Népi Egység, Erdélyi Barázda, Szövetkezeti Értesítő, Zöld Mező, Vörös Zászló, Hargita, Falvak Dolgozó Népe hasábjain és naptáraiban. Egy írását a Korunk is közölte.

## Kötetei
- A búza termelése a csíki viszonyok szerint (Csíkszereda, 1932)
- Az állattenyésztés és a mezőgazdasági szövetkezetek megteremtése és azok közgazdasági fontossága (folytatásokban, Csíki Lapok 1933)
- Fekete ugar (önéletírás, 1978)